# الحزب الديمقراطي الاجتماعي الألماني
الحزب الديمقراطي الاشتراكي الألماني (بالألمانية: Die Sozialdemokratische Partei Deutschlands، اختصاراً: SPD)، هو حزب ديمقراطي اشتراكي ألماني، من أقدم الأحزاب السياسية في ألمانيا وأكبرها من حيث عدد الأعضاء.
يدعو الحزب اليوم إلى تحديث الاقتصاد لتلبية مطالب العولمة، لكنه يشدد أيضًا على الحاجة إلى معالجة الاحتياجات الاجتماعية للعمال والفئات المحرومة.
يتمتع الحزب بعضوية كاملة في منظمة الأممية الاشتراكية.

## تاريخ الحزب
تأسس الحزب عام 1875 على إثر اندماج حركتين اشتراكيتين ألمانيتين، الأولى متأثرة بفكر فرديناند لاسال، والثانية بفكر كارل ماركس.
تبنى الحزب أفكار ماركس الاشتراكية الثورية بشكل صريح عام 1891، كما هو واضح ببرنامج «إيرفورت» الذي تمت صياغته في ذلك العام.
عانى الحزب، بعد ذلك، من أزمات داخلية حادة نتيجة الخلاف المتصاعد بين قيادييه حول موضوع الإصلاح والثورة. مثل إدوارد برنشتاين ومراجعته للماركسية التيار الإصلاحي داخل الحزب، بينما مثل كل من كارل كاوتسكي وروزا لوكسمبورغ التيار الثوري و«الأرثوذكسي».
انشق عن الحزب، عام 1917، جناح معاد للحرب العالمية الأولى أطلق على نفسه أسم «الحزب الديمقراطي الاشتراكي المستقل»، احتجاجاً على تأيد الحزب وقائده فريدريش إيبرت لمشاركة ألمانيا في ما سموها «حرباً إمبريالية» لاقتسام المستعمرات.
ضم الحزب إصلاحيين كبرنشتاين ووسطيين ككاوتسكي وراديكاليين كروزا لوكسمبورغ، التي شاركت في الحزب كجزء من عصبة سبارتكوس اليسارية.
بعد انتهاء الحرب وقيام جمهورية فايمار، انتخب إيبرت قائد الحزب رئيساً للجمهورية، وانسحبت عصبة سبارتكوس من الحزب المستقل لتكون نواة الحزب الشيوعي الألماني.
بعد قيام الأممية الثالثة (كومنترن)، أنضم الجناح الثوري من الحزب الديمقراطي الاشتراكي المستقل إلى الحزب الشيوعي الألماني، وعاد الجناح ذو الميول البرلمانية إلى الحزب الأم عام 1922 ثم حُظِرَ الحزب رسمياً عام 1933 بعد صعود هتلر والحزب النازي إلى السلطة. وسُجِنَ وعُذِّب معظم أعضائه.
انقسم الحزب بعد انتهاء الحرب إلى حزب شرقي اتحد مع الحزب الشيوعي في حزب الوحدة الاشتراكية الذي حكم ألمانيا الشرقية حتى عام 1989، وحزب غربي.
تخلى الحزب في ألمانيا الغربية نهائياً عن الماركسية بعد الحرب العالمية الثانية، وتوجه نحو الفكر الاشتراكي الليبرالي وانضم عام 1951 إلى منظمة الأممية الاشتراكية.
ساهم الحزب بشكل فعال ورئيسي في بناء اقتصاد السوق الاجتماعي في ألمانيا الغربية بعد صعوده إلى الحكم عام 1966 كجزء من التحالف الحكومي الذي ضم المسيحيين الديمقراطيين.
اتحد الديمقراطيون الاشتراكيون الشرقيون مع الحزب بعد توحيد ألمانيا عام 1990.
شكل الحزب سنة 2005 تحالفا حكوميا كبيرا مع الكتلة المكونة من الاتحاد الديمقراطي المسيحي (CDU) والاتحاد الاجتماعي المسيحي (CSU) عند فوزه في الانتخابات.

## أبرز شخصيات الحزب
- رودولف روس
- كيته شتروبل
- هربرت ويخمان
- فريدريش إيبرت
- كارل كاوتسكي
- ماكس براور
- روزا لوكسمبورغ
- إدوارد برنشتاين
- سوسن شبلي